# Från Nya världen
Från Nya världen – Symfoni nr 9 i e-moll (op. 95, B. 178) – skrevs av Antonín Dvořák 1893. Dvořák skrev symfonin under sin vistelse i USA, vilken varade mellan 1892 och 1895.